# Coelorinchus macrochir
 Coelorinchus macrochir és una espècie de peix de la família dels macrúrids i de l'ordre dels gadiformes.

## Morfologia
- Els mascles poden assolir 68 cm de llargària total.[5][6]

## Alimentació
Menja principalment eufausiacis, gambes i peixets.

## Hàbitat
És un peix d'aigües profundes que viu entre 235-830 m de fondària.

## Distribució geogràfica
Es troba al Japó i al mar de la Xina Oriental.